# Appomattox, Virginia
Appomattox är administrativ huvudort i Appomattox County i Virginia. Vid 2010 års folkräkning hade Appomattox 1 733 invånare. Den nuvarande domstolsbyggnaden i Appomattox County byggdes 2002–2004 och det finns också två äldre domstolsbyggnader i Appomattox.  Appomattox är mest känd för att vara platsen för kapitulationsförhandlingarna 1865 mellan general Robert E. Lee från Sydstaternas armé och general Ulysses S. Grant från Nordstaternas motsvarighet under Amerikanska inbördeskriget. Förhandlingarna ägde rum i the McLean House i orten Appomattox Court House, cirka tre kilometer från nuvarande Appomattox. Byn utgör idag det historiska besöksmålet Appomattox Court House National Historical Park.